# 汉斯·冯·奥伊勒-切尔平
汉斯·卡尔·奥古斯特·西蒙·冯·奥伊勒-切尔平（Hans Karl August Simon von Euler-Chelpin，1873年2月15日德国奥格斯堡 - 1964年11月6日瑞典斯德哥尔摩），瑞典生物化学家，1929年与阿瑟·哈登因对糖类的发酵以及发酵酶的研究获得诺贝尔化学奖。他常将自己的名字简写为汉斯·奥伊勒（Hans Euler）。他任职于瑞典斯德哥尔摩大学，1906年起任教授。第一次世界大战中曾任德国军官，先供职于陆军，后供职于空军。

## 早年
奥伊勒是慕尼黑一名官员的儿子，父亲在他很小时就过世了。他的童年大部分是在因河畔瓦瑟堡随祖母渡过的。他先后曾在奥格斯堡、乌尔姆、维尔茨堡的皇家学校就读。1890年入慕尼黑威廉高中就读两年，在那儿他对色彩理论起了兴趣，走上了科学的轨道。
1891年起入慕尼黑艺术学院就读，1893年起转行攻读化学，1895年拿到了博士学位。之后他开始了物理化学研究，先后跟从瓦尔特·能斯特，1897年又到斯德哥尔摩跟从斯凡特·奥古斯特·阿伦尼乌斯。1902年加入了瑞典国籍。不过他仍在一战中参加了德国空军。

## 学术生涯
在各国访问时，他先后与柏林的范托夫、维尔茨堡研究有机化学的阿图尔·汉奇、斯特拉斯堡的弗里德里希·卡尔·约翰尼斯·提艾利合作，并曾在巴斯德研究所研究物理化学。1899年成为斯德哥尔摩大学物理化学副教授，1904年进入化学实验室，1906年成为普通和有机化学正教授。1929年，他成为新成立的生物化学和维生素学会主任。1941年退休，但仍继续研究工作。

### 研究工作
冯·奥伊勒-切尔平一开始活跃于化学的不同领域，并且发表了不少论文。他最初的研究对象包括物理化学（比如催化理论、溶解性、金属的氨复合物）、有机化学（如重氮化合物）以及生物化学（如植物的新陈代谢、吸收作用、糖的形成以及酶的作用）。1900年代早期的一些研究是与首任妻子阿斯特丽德·冯·奥伊勒-切尔平合作进行的。
他在斯德哥尔摩大学展开了大量工作，后来集中精力研究生物化学。他把最多的精力用来研究酒精发酵及后续的反应。成果被记入论文《当前对酒精发酵的研究》（Neuere Forschungen über alkoholische Gärung，收于《科学研究进展》Fortschritte der naturwissenschaftlichen Forschung1913年卷10）和《酵母及酒精发酵的化学》（于P. Lindner合写，1916年于莱比锡发表）。与学生一起，他研究了光、温度、酸性、氧化剂、毒素和矿物质对酶的影响，成果写入了以《关于化学成分和酶的形成》（Über Die Chemische Zusammensetzung und Bildung der Enzyme，编号1-15,1910年-1917年）的一系列论文、《酶反应的毒性作用》（Über giftwirkungen bei Enzymreaktionen，收入《Fermentforschung》1920年）中、《关于高活性蔗糖酶制剂》（Versuche zur Darstellung aktiver Saccharasepräparate，与Svanberg合写，1919年）。他的研究显示NAD辅酶对酵解中酶的效果起关键作用。
冯·奥伊勒-切尔平还对维生素的研究做了不少工作，它的化学性质在1920年代还是不清楚的事。这些成果写在《化学档案》（Arkiv för kemi）中，收于《生理化学学报》（Zeitschrift fur physiologische Chemie）和《生物化学学报》（Biochemische Zeitschrift）。